# Bandrów Narodowy
Bandrów Narodowy (früher Bandrów, ukrainisch Бандрів, deutsch Bandrow) ist eine Ortschaft mit einem Schulzenamt der Gemeinde Ustrzyki Dolne im Powiat Bieszczadzki der Woiwodschaft Karpatenvorland, Polen.

## Geographie
Der Ort liegt in den Bieszczady unter dem Jaworniki (909 m n.p.m.). Im Osten grenzt er an die Ukraine.

## Geschichte
Der Ort wurde im Jahre 1541 erstmals urkundlich erwähnt. Das Dorf war königlich und gehörte der Starostei in Przemyśl.
Bei der Ersten Teilung Polens kam Bandrów 1772 zum neuen Königreich Galizien und Lodomerien des habsburgischen Kaiserreichs (ab 1804).
In den Jahren 1782 bis 1784 wurden im Zuge der Josephinischen Kolonisation deutsche Kolonisten, aus der Umgebung der Mündung des Mains im Rhein stammend, lutherischer und reformierter Konfession dort angesiedelt. Das Dorf wurde in zwei Teile getrennt: Bandrów Narodowy und Bandrów Kolonia, später auch deutsch Deutsch Bandrow Hochwald, kraft des Toleranzpatents wurde eine lutherische Gemeinde dort gegründet, die zur Evangelischen Superintendentur A. B. Galizien gehörte. Diese Pfarrgemeinde umfasste außer Bandrow auch die Kolonien Falkenberg, Hohberg (eine Filie), Prinzenthal, Steinfels, Siegenthal und Obersdorf. Etwa 1788 wurde das erste Bethaus gebaut und ein neues gemauertes im Jahre 1867 erbaut. Im Jahre 1875 gab es in Bandrow 467 Protestanten und eine deutsche Schule.
Im Jahre 1900 hatte das Dorf Bandrów Narodowy 114 Häuser mit 802 Einwohnern, davon 771 ruthenischsprachige, 31 polnischsprachige, 762 griechisch-katholische, 27 Juden und 13 römisch-katholische. Das Dorf Bandrów Kolonia hatte 58 Häuser mit 416 Einwohnern, davon 406 deutschsprachige, 6 polnischsprachige, 4 ruthenischsprachige, 4 griechisch-katholische, 6 Juden und 406 anderen Glaubens (evangelisch).
1918, nach dem Ende des Ersten Weltkriegs und dem Zusammenbruch der k.u.k. Monarchie, kamen beide Gemeinden zu Polen. Unterbrochen wurde dies durch die Besetzung Polens durch die Wehrmacht im Zweiten Weltkrieg, währenddessen sie zuerst zur Sowjetunion und ab 1941 zum Generalgouvernement gehörten und in den Jahren 1945–1951 wieder zur Sowjetunion (siehe Polnisch-Sowjetischer Gebietsaustausch).
Im Jahre 1940 wurden infolge des Deutsch-Sowjetischen Grenz- und Freundschaftsvertrages die Deutschen umgesiedelt. Im Jahre 1945 wurde das evangelische Bethaus abgerissen, und 1952 wurde die griechisch-katholische Kirche (gebaut 1880) abgerissen.
Von 1975 bis 1998 gehörte Bandrów Narodowy zur Woiwodschaft Krosno.

## Sehenswürdigkeiten
- griechisch-katholische Kirche aus Holz, 1974 aus Jasień umgezogen;
- Überrest des evangelischen Friedhofs

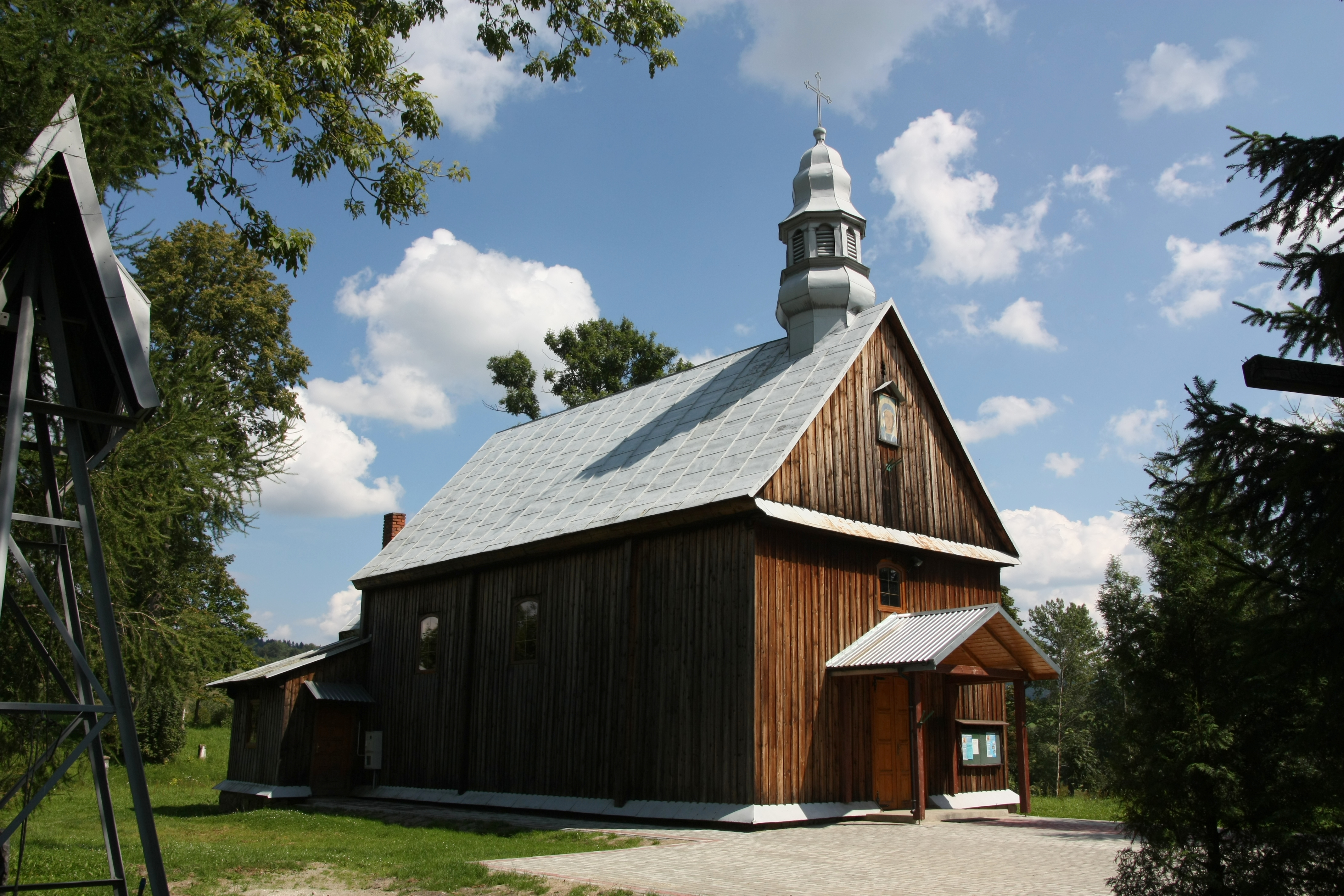
Griechisch-katholische Kirche
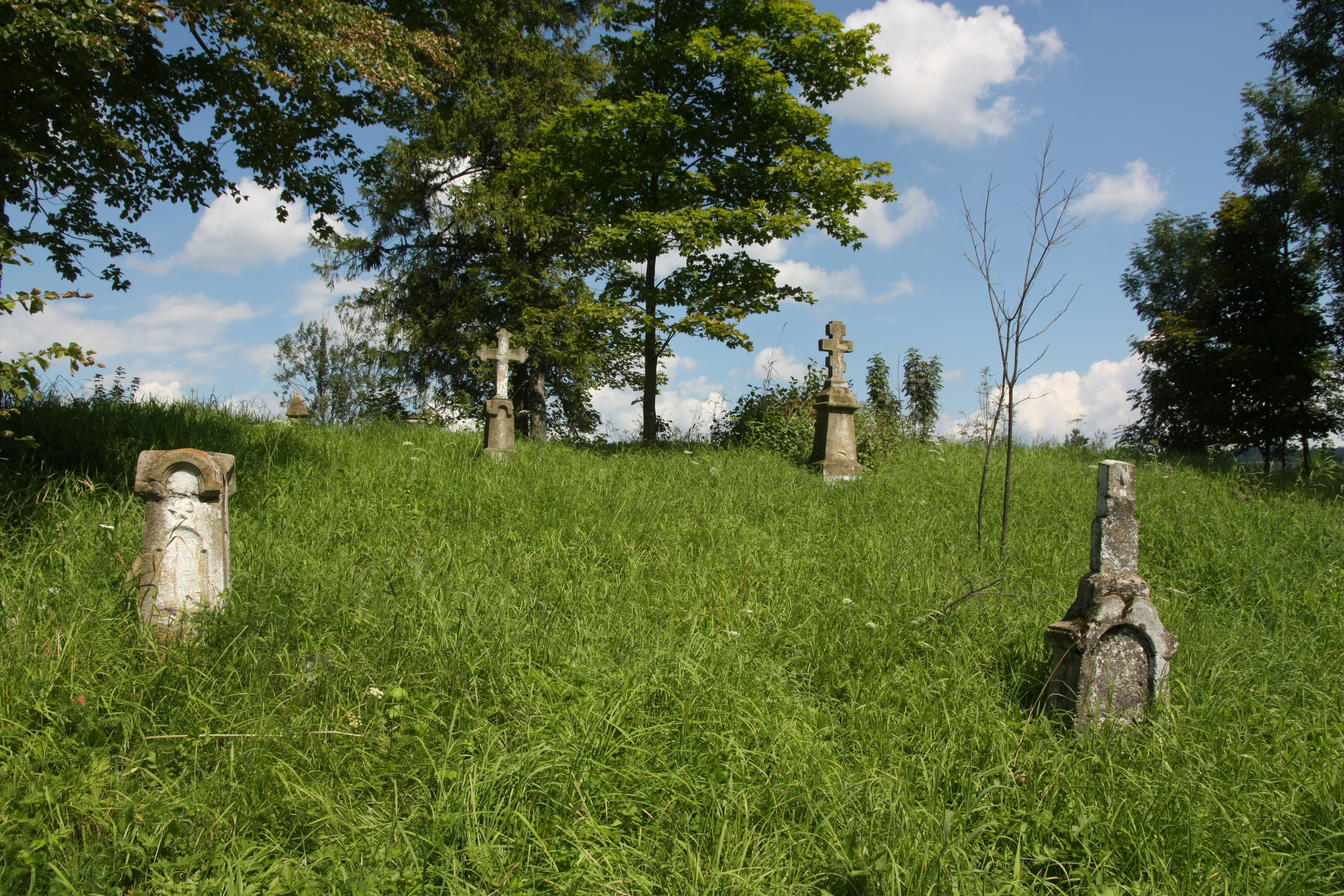
Friedhof
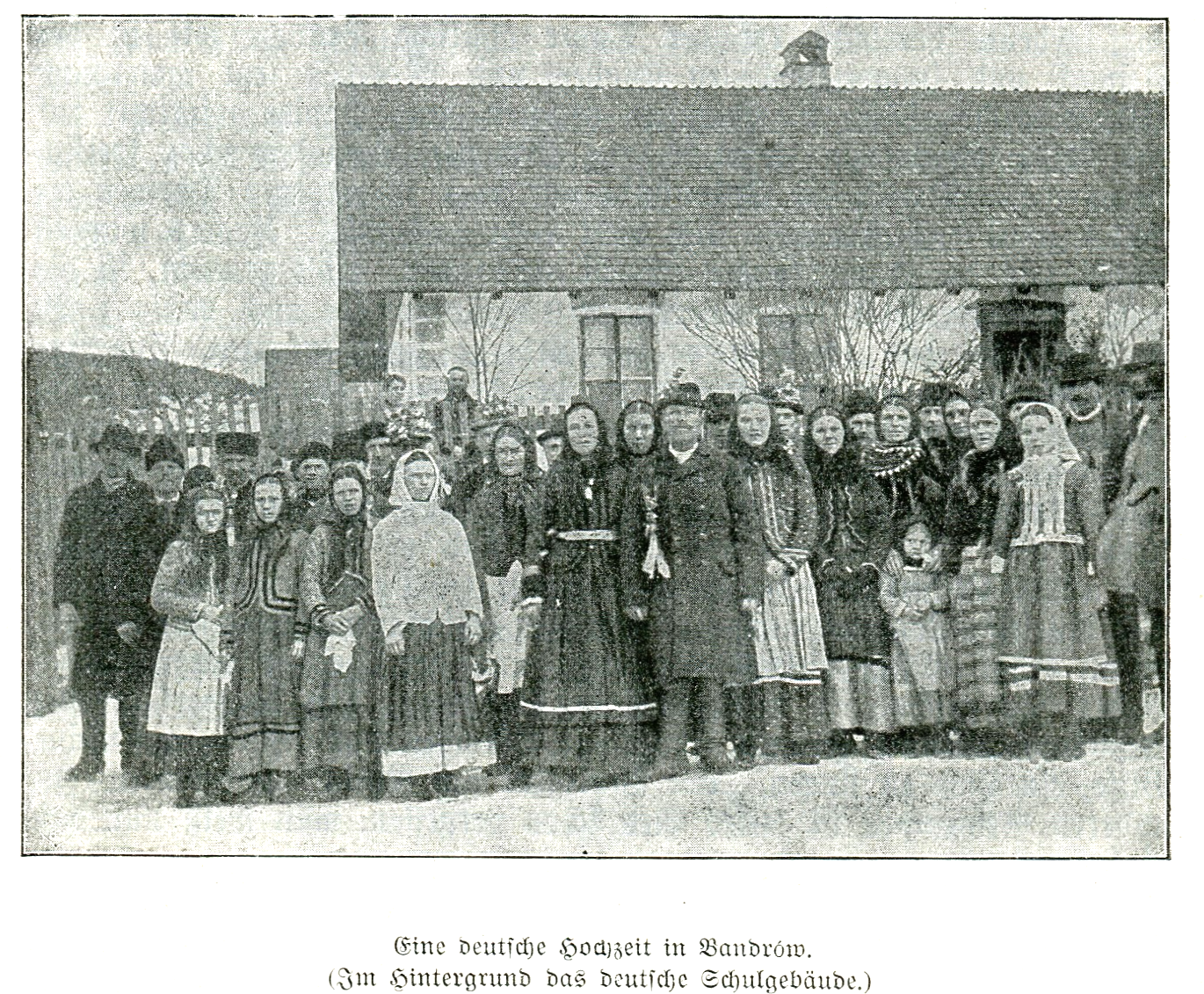
Eine deutsche Hochzeit in Bandrow, 1909